# Premi Tusquets de Novel·la
El premi Tusquets de Novel·la és un guardó literari promogut per l'editorial espanyola Tusquets Editores, dirigit a escriptors en castellà. Es va convocar per primera vegada en la Fira Internacional del Llibre de Guadalajara de 2005.
El premi consisteix en una assignació econòmica, que en 2012 era de 20.000 euros, i una estatueta de bronze dissenyada per l'escultor Joaquim Camps i Giralt. A més, l'obra guanyadora s'edita simultàniament a l'Argentina, Espanya i Mèxic.
En la seva breu història ha estat declarat desert en dues ocasions, 2005 i 2008.

## Guardonats

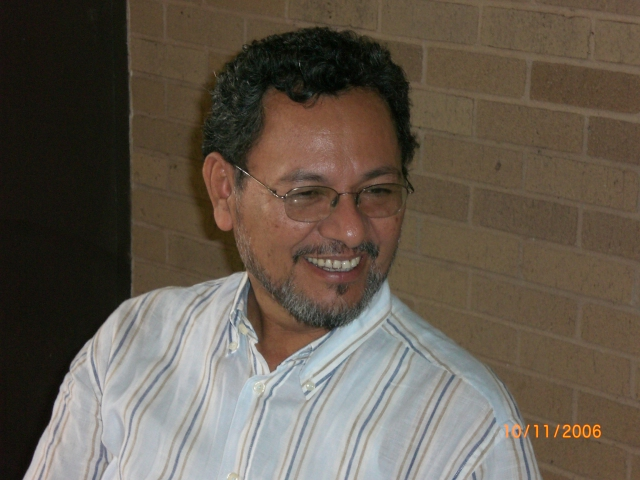
Élmer Mendoza

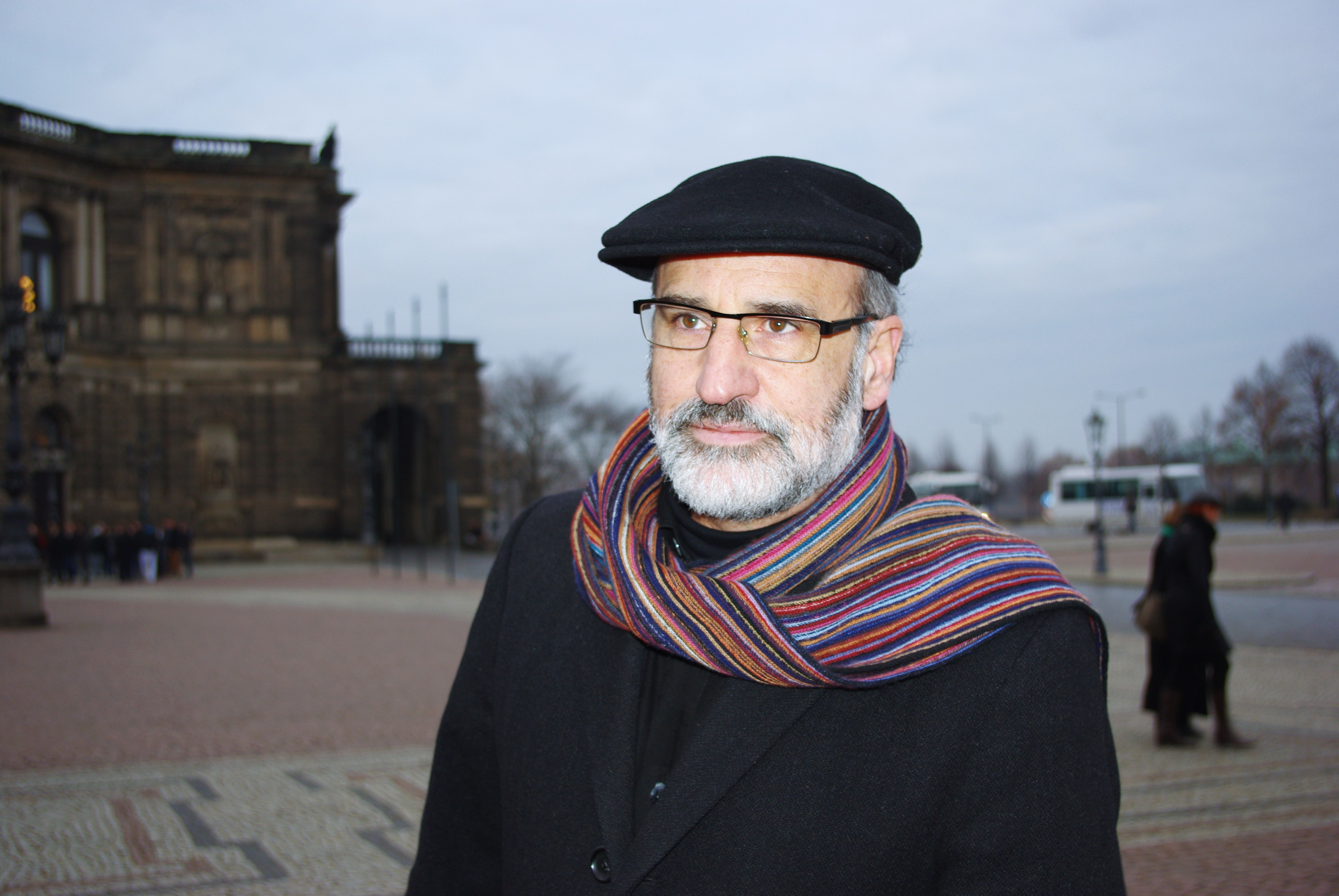
Fernando Aramburu

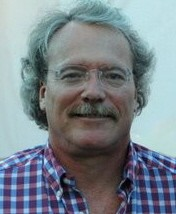
Alberto Barrera Tyszka

| Any  | País              | Novel·la guanyadora         | Autor                  | País                  | Finalista             | Autor                 |
| 2005 | Desert            | Desert                      | Desert                 | Desert                | Desert                | Desert                |
| 2006 | Colòmbia          | Los ejércitos               | Evelio Rosero          | No hi hagué finalista | No hi hagué finalista | No hi hagué finalista |
| 2007 | Mèxic             | Balas de plata              | Élmer Mendoza          | No hi hagué finalista | No hi hagué finalista | No hi hagué finalista |
| 2008 | Desert            | Desert                      | Desert                 | Desert                | Desert                | Desert                |
| 2009 | Argentina         | Oscura monótona sangre      | Sergio Olguín          | Espanya               | Cuadrante Las Planas  | Willy Uribe           |
| 2010 | Espanya           | Todo está perdonado         | Rafael Reig            | No hi hagué finalista | No hi hagué finalista | No hi hagué finalista |
| 2011 | Espanya           | Años lentos                 | Fernando Aramburu      | No hi hagué finalista | No hi hagué finalista | No hi hagué finalista |
| 2012 | Argentina         | Las poseídas                | Betina González        | No hi hagué finalista | No hi hagué finalista | No hi hagué finalista |
| 2013 | Espanya           | Los gatos pardos            | Ginés Sánchez          | No hi hagué finalista | No hi hagué finalista | No hi hagué finalista |
| 2014 | Espanya           | La máquina del porvenir     | Juan Trejo             | No hi hagué finalista | No hi hagué finalista | No hi hagué finalista |
| 2015 | Veneçuela         | Patria o muerte             | Alberto Barrera Tyszka | No hi hagué finalista | No hi hagué finalista | No hi hagué finalista |
| 2016 | Espanya           | La gran ola                 | Daniel Ruiz García     | No hi hagué finalista | No hi hagué finalista | No hi hagué finalista |
| 2017 | Argentina         | Una casa junto al Tragadero | Mariano Quirós         | No hi hagué finalista | No hi hagué finalista | No hi hagué finalista |
| 2018 | Espanya           | Nada que no sepas           | María Tena             | No hi hagué finalista | No hi hagué finalista | No hi hagué finalista |
| 2019 | Espanya           | Temporada de avispas        | Elisa Ferrer           | No hi hagué finalista | No hi hagué finalista | No hi hagué finalista |
| 2020 | Espanya           | Dicen los síntomas          | Bárbara Blasco         | No hi hagué finalista | No hi hagué finalista | No hi hagué finalista |
| 2021 | Espanya           | Leña menuda                 | Marta Barrio           | No hi hagué finalista | No hi hagué finalista | No hi hagué finalista |
| 2022 | Espanya           | Mira a esa chica            | Cristina Araújo Gamir  | No hi hagué finalista | No hi hagué finalista | No hi hagué finalista |
| 2023 | Espanya           | Nada que decir              | Silvia Hidalgo         | No hi hagué finalista | No hi hagué finalista | No hi hagué finalista |
| 2024 | Romania / Espanya | La casa limón               | Corina Oproae          | No hi hagué finalista | No hi hagué finalista | No hi hagué finalista |